# Air New Zealand
A Air New Zealand é a principal linha aérea da Nova Zelândia. Membro da Star Alliance, oferece voos para 27 destinos domésticos e 29 internacionais, em 15 países na Ásia, Europa, América do Norte, América do Sul e Oceania. Foi a última companhia aérea do mundo a ter o serviço de "volta ao mundo" em aviões próprios, na rota Auckland - Hong Kong - Londres - Los Angeles - Auckland, que foi encerrada em março de 2013, quando a companhia decidiu interromper o voo entre Londres e Hong Kong, em favor de uma parceria operacional com a Cathay Pacific.

## História
A história da Air New Zealand começou em abril de 1940, quando a Tasman Empire Airways (TEAL) foi incorporada. A TEAL tinha começado seu primeiro serviço Trans-tasmânico em aviões aquáticos, que ao longo dos anos foi se estendendo até o serviço internacional. Em outubro de 1953, os governos da Austrália e Nova Zelândia assumiram a direção da empresa, para em 1961 o governo neozelandês a assumir por completo. 
Juntamente com a TEAL, o governo da Nova Zelândia criou a "NZ National Airways Corporation" (NAC) em 1947, que operava os voos domésticos entre os maiores centros do país e as capitais das províncias. As duas formariam a base da atual companhia. 
Em 1965, a TEAL foi renomeada "Air New Zealand", operando somente rotas internacionais. Trinta anos depois, a NAC foi incorporada, fazendo desta forma com que a empresa operasse tanto voos domésticos como internacionais. Em 1989, ela foi privatizada e comprada pelo consórcio entre Brierley Investments e as companhias aéreas Qantas, Japan Airlines(JAL) e American Airlines. Em março de 1999, ela se tornou membro da Star Alliance.

## Códigos internacionais
- IATA Código: NZ
- ICAO Código: ANZ
- Designação: New Zealand

## Frota
Em 16 de setembro de 2018 a frota da empresa é composta por: 

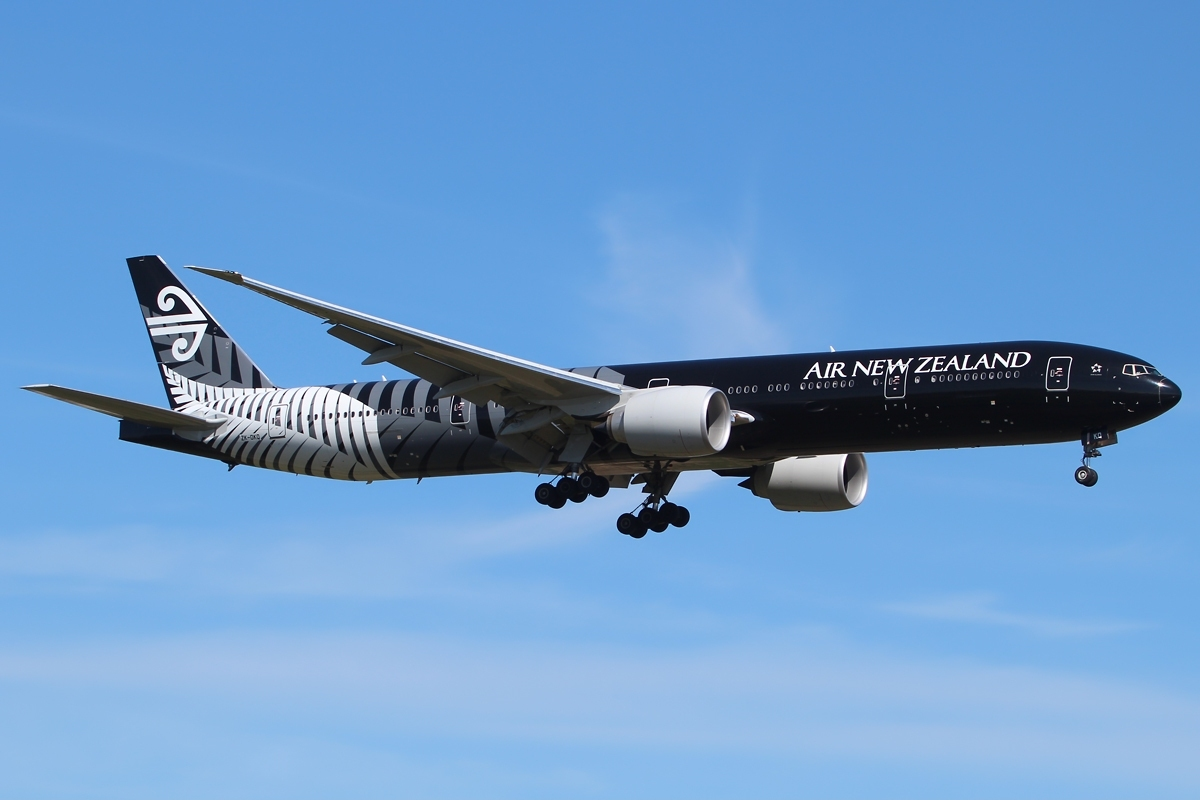
Boeing 777 da Air New Zealand.

| Aernonave/Modelo  | Ativos | Encomendas | Idade Média | Passageiros        |
| ----------------- | ------ | ---------- | ----------- | ------------------ |
| Airbus A320       | 30     |            | 8 Anos      | 168 ou 171         |
| Airbus A320neo    | -      | 18         | -           | -                  |
| ATR 72-500        | 9      |            |             | 68                 |
| ATR 72-600        | 18     |            |             |                    |
| Boeing 777-200ER  | 9      | -          | 12 anos     | 312                |
| Boeing 777-300ER  | 8      | -          | 6 Anos      | 342 (44J-54W-244Y) |
| Boeing 787-9      | 12     | 1          | 1 Ano       | 302 (18J-21W-263Y) |
| Bombardier Dash 8 | 23     |            |             | 50                 |
| Total             | 109    | 19         |             |                    |